# Trasporti in Namibia
Questa voce raccoglie le principali tipologie di trasporti in Namibia.

## Trasporti su rotaia

### Rete ferroviaria

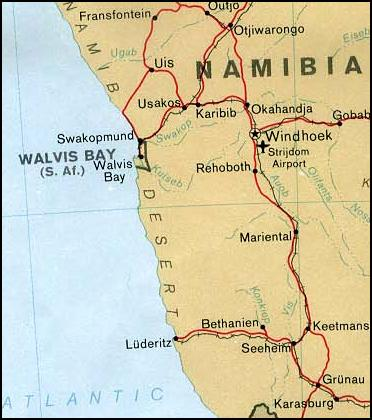
Rete ferroviaria in Namibia (1990)

In totale: 2.382 km di linee ferroviarie (dati 2002).
- scartamento ridotto (1067 mm): 2.382 km.
- Gestore nazionale: TransNamib.
- collegamento a reti estere contigue
  - In Zambia esiste una rete con analogo scartamento, ma le reti non sono connesse.
  - Esiste connessione con la rete del Sudafrica con lo stesso scartamento.
  - È stata proposta la connessione con la rete di analogo scartamento con il Botswana.

### Reti metropolitane
Non esistono sistemi di metropolitana in Namibia.

### Reti tranviarie
Anche il servizio tranviario è assente in questa nazione.

## Trasporti su strada

### Rete stradale
Strade pubbliche: in totale 64.808 km (dati 2001)
- asfaltate: 5.378 km
- bianche: 59.430 km.

### Reti filoviarie
Attualmente in Namibia non esistono filobus. 

### Autolinee
Nella capitale della Namibia, Windhoek, ed in tutte le zone abitate operano aziende pubbliche e private, per la gestione dei trasporti urbani, suburbani ed interurbani esercitati con autobus.

## Idrovie
Il terreno assai arido della Namibia non consente l'utilizzo di acque fluviali o lacustri perennemente navigabili.

### Porti e scali

#### Sull'Oceano Atlantico
- Walvis Bay e Lüderitz.

## Trasporti aerei

### Aeroporti
In totale: 135 (dati 2002)
a) con piste di rullaggio pavimentate: 21
- oltre 3047 m: 2
- da 2438 a 3047 m: 2
- da 1524 a 2437 m: 13
- da 914 a 1523 m: 4
- sotto 914 m: 0

b) con piste di rullaggio non pavimentate: 114
- oltre 3047 m: 0
- da 2438 a 3047 m: 2
- da 1524 a 2437 m: 22
- da 914 a 1523 m: 71
- sotto 914 m: 19.